# Berilo

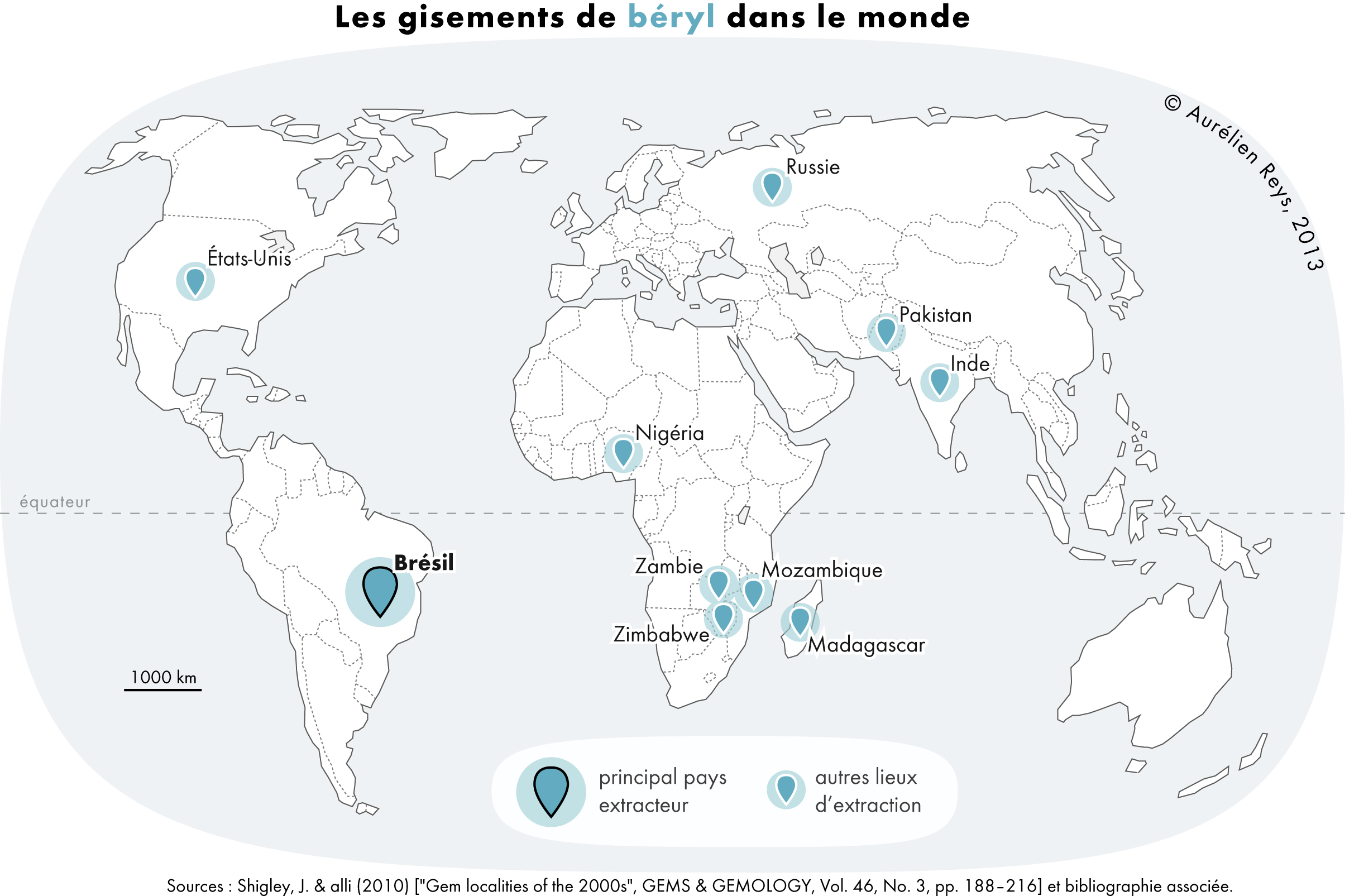
Mapa dos principais países produtores no mundo

O mineral berilo é um ciclossilicato de berílio e alumínio com fórmula química Be3Al2(SiO3)6. Os cristais hexagonais do berilo podem ser de tamanho muito pequeno ou atingir dimensões de alguns metros. Os cristais terminados são relativamente raros. O berilo exibe fratura concoidal, tem uma dureza de 7,5-8, um peso específico de 2,63-2,80.  Possui brilho vítreo e pode ser transparente ou translúcido. Clivagem basal fraca, com hábito bipiramidal dihexagonal. O berilo puro é incolor, mas é matizado frequentemente por impurezas;  as cores possíveis são verde, azul, amarelo, vermelho, e branco. O seu nome tem origem no grego beryllos (bela cor azul-esverdeada da água do mar).

## Variedades

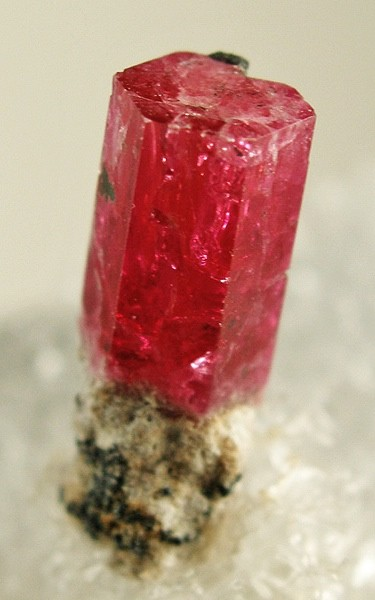
Berilo vermelho, muito raro

Algumas variedades de berilo são consideradas pedras preciosas ou semi-preciosas desde épocas pré-históricas. O berilo verde (devido à presença do elemento Cr³+ como impureza em sua estrutura cristalina) é chamado esmeralda, o raro berilo  vermelho é chamado esmeralda vermelha, esmeralda escarlate ou bixbite. O berilo azul (devido ao crómio e vanádio) é chamado de água-marinha, o berilo rosa (devido a manganês e ferro) é a morganita, um berilo amarelo brilhante e límpido é chamado berilo dourado, um berilo incolor é chamado gochenita e o amarelo-esverdeado (devido a manganês, ferro e titânio), heliodoro.

## Tipos de ocorrência

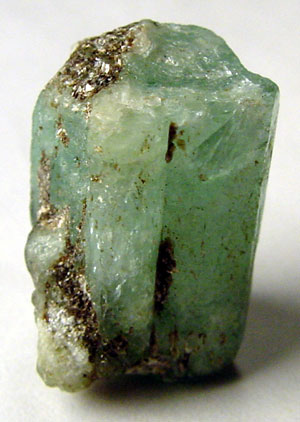
Berilo (var. Esmeralda)

O berilo é comumente encontrado em pegmatitos graníticos, mas ocorre também em micaxistos nos Montes Urais, estando muitas vezes associado a depósitos de minérios de estanho e tungsténio. Além das muitas ocorrências na Europa como na Áustria, Alemanha, Irlanda, Portugal e outros, o berilo é encontrado também em várias regiões da África, como Madagascar (especialmente morganita) e Transvaal (esmeraldas), e também na América do Sul, como no Brasil (Minas Gerais, Bahia e Espírito Santo), e Colômbia, a qual possui a mais famosa fonte de esmeraldas no mundo em Muso, onde o berilo pode ser excepcionalmente encontrado em calcários. Esmeraldas também são encontradas perto de Mursinski, Sibéria. Na América do Norte, os pegmatitos da Nova Inglaterra produziram alguns dos maiores cristais de berilo conhecidos, incluindo um de 5,5m (18 pés) por 1,2 m (4 pés) pesando 18t. Outras localidades incluem Dakota do Sul, Colorado, e Califórnia.

## Usos e aplicações
O elemento químico berílio, é um metal alcalino terroso, é obtido do minério de berilo.  Uma das formas mais comuns na natureza é a esmeralda, uma pedra preciosa de cor característica verde.
Os druidas utilizavam o berilo como cristal divinatório e os antigos escoceses chamavam-lhe "pedra do poder". As primeiras bolas de cristal eram feitas de berilo, mais tarde substituído por cristal de rocha. O berílio é muito requisitado em programas nucleares. É também empregado na indústria aeroespacial.